# Thilachium
Thilachium é um género botânico pertencente à família Capparaceae.
1. ↑  «Thilachium — World Flora Online». www.worldfloraonline.org. Consultado em 19 de agosto de 2020